# 阿拉沟乡
阿拉沟乡（維吾爾語：ئالغۇ يېزىسى‎，拉丁维文：Alghu Yëzisi），是中华人民共和国新疆维吾尔自治区巴音郭楞蒙古自治州和静县下辖的一个乡镇级行政单位。

## 行政区划
阿拉沟乡下辖以下地区：
阿拉沟村、夏尔尕村和乌拉斯台查汗村。